# Cadastro de Ensenada
O cadastro de Ensenada (em castelhano catastro de Ensenada) foi uma minuciosa pesquisa em grande escala, realizada desde 1749, nas 15 mil localidades existentes na Coroa de Castela (excluídas as províncias bascas por estar isentas de impostos), contabilizando os seus habitantes, propriedades territoriais, edifícios, gado, ofícios, rendas, incluindo os censos; mesmo foram registradas as características geográficas de cada lugar. Foi ordenada pelo rei Fernando VI por sugestão do seu ministro o Marquês de Ensenada, Zenón de Somodevilla y Bengoechea por isso recebe o nome de Cadastro de Ensenada.

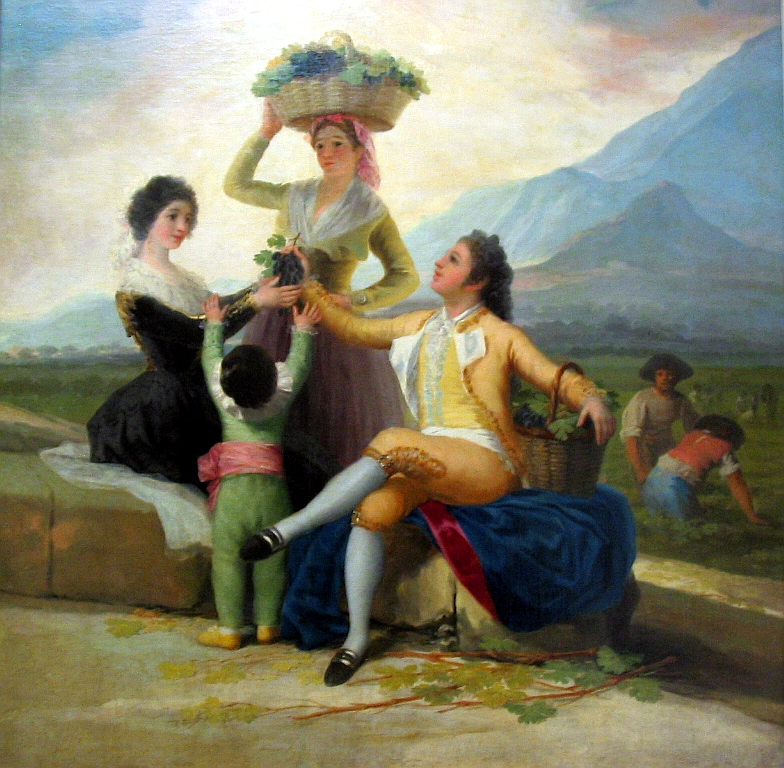
Quase todos os aspetos da sociedade do século XVIII deixaram sua pegada no Cadastro de Ensenada. La Vendimia, de Francisco de Goya

## A melhor estatística possível
As respostas gerais ao interrogatório de 40 perguntas do cadastro (que foram tabuladas e verificadas com todas as prevenções possíveis para evitar as ocultações ou desvios, e que ainda assim ocorreram) proporcionam um volume de documentação imenso; de fato, segue dando oportunidade aos historiadores para analisar, a economia, a sociedade, a prática do regime senhorial e mesmo o estado do meio ambiente; é a melhor estatística disponível no contexto europeu do Antigo Regime, que podemos considerar pré-estatístico.

## Cadastro
O cadastro foi realizado por um grupo de funcionários públicos, deslocando-se aos lugares cadastrados. 

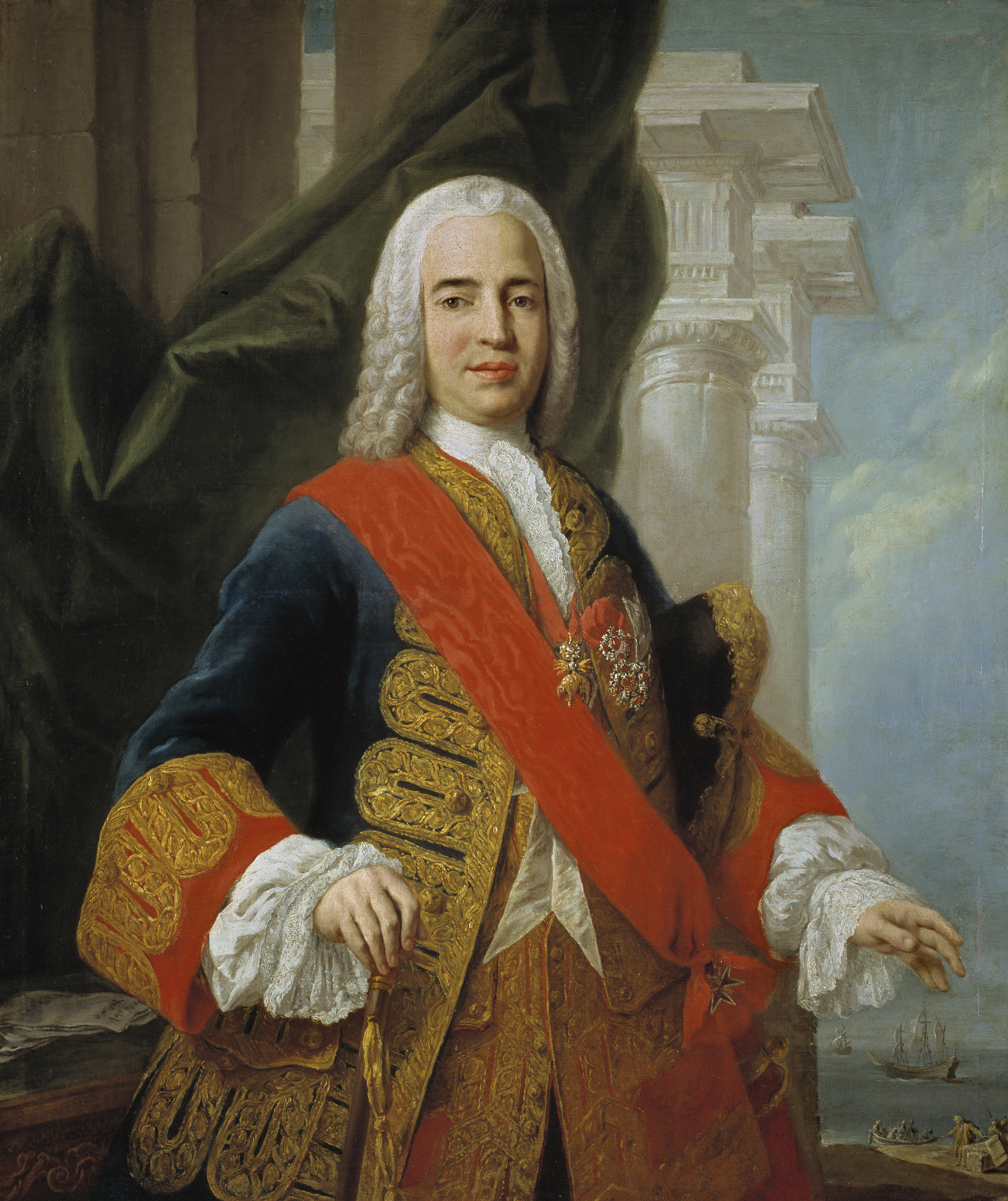
Zenón de Somodevilla, marquês de Ensenada, ao fundo, uma cena naval, o qual se corresponde com outro dos seus principais interesses: a recuperação do prestígio exterior da Monarquia Hispânica e sua capacidade de controlar o Império americano através de uma potente frota. A necessidade de contar com instrumentos fiscais modernos explica em boa parte sua decisão de levar adiante o projeto do Cadastro.

## A única contribuição
Derivava o Cadastro do projeto de única contribuição, submetido ao estudo e ditame de 16 membros dos Conselhos de Castela, Fazenda, Índias e Ordens militares, e também ao de cinco Intendentes e ao Regente da Audiência de Barcelona. Com o ditame negativo dos Conselhos e positivo dos Intendentes, o monarca considerou conveniente, para os interesses da Corona e dos Vassalos, pôr em marcha a pesquisa cadastral. Sua decisão plasmou-se no Real Decreto a10 de Outubro de 1749 (o dia seguinte, o da administração direta das rendas por conta da Real Hacienda a partir do seguinte 1º de Janeiro, e em 13 o restabelecimento da Ordenança de Intendentes, que se tornarão nas primeiras autoridades provinciais). O decreto promulgou-se junto com uma Instrução de como teria de fazer-se o Cadastro, à qual se agregaram uma série de modelos ou formulários de como reunir a informação obtida nas pesquisas. Outros modelos deveriam servir a todos os vizinhos como guia para fazer seus memoriais (declarações de família e de bens). 
As chamadas Contadorias de Rendas Provinciais, ou seja, as das rendas que se queriam substituir pela única contribuição, incrementaram durante uns anos seu pessoal dos seus dois ou três empregados habituais a mais de cem para se ocupar das funções cadastrais que lhes encomendou a Real Junta de Única Contribuição.
De tudo o conjunto de ganâncias da monarquia, eram as chamadas rendas provinciais (um conglomerado muito complexo formado nomeadamente pelas alcabalas, os millones, os cientos, o direito de fiel medidor, as Tercias Reales, etc.) as que se visava incluir numa única contribuição proporcional à riqueza de cada um, que se visava conhecer mediante o Cadastro.
Desde uma doutrina econômica muito moderna para a época (comparável já não ao mercantilismo, mas à fisiocracia), percebiam-se como antieconômicas para o próprio estado, além de muito gravosas e injustas, pois recaíam unicamente sobre a parte produtiva da população: o comum ou povo chão, pois nobreza e clero, que já se livravam de outros impostos por motivo da sua condição privilegiada, também se livravam destes por dispor de colheitas próprias e não ter que acudir às bancas de venda públicas, que era onde se cobravam quase todos estes gravames, especialmente os milhões e os centos. Recaíam sobre os pecheros (contribuintes não privilegiados) e dificultavam a inexistente liberdade de comércio pelos contínuos aforos, reaforos, calas, catas e registros, portagens, pedágios e portos secos que impunha o sistema.
Por outro lado, também era antieconômica a dispersão e forma de cobro das rendas provinciais: um desordenado conjunto de serviços e regalias arrecadavam-se mediante sobre preços e sisas –a oitava parte, a octavela ou oitava da oitava– aplicados às compras e consumos de uma multiplicidade de gêneros alimentícios e artigos de consumo tanto de primeira necessidade como de luxo. Por dar uma ideia, enumeravam-se: vinho, vinagre, azeite, carne, velas de sebo, chocolate, açúcar, papel, passa, sabão seco, especiaria, goma, pós azuis e musselinas. 
O destino final deste esforço administrativo não foi uma substancial reforma da fazenda. As resistências dos privilegiados a alterarem sua situação tornaram-no impossível. O fato de se desencadear na França a revolução, enquanto na Espanha passasse em silêncio, indica o desigual estado da transição do feudalismo para o capitalismo num e no outro reino.

## Produções estatísticas simultâneas ao Cadastro
Ao mesmo tempo em que se fez o Cadastro confeccionaram outros documentos complementares:
- os Libros del mayor hacendado (Livros do maior afazendado) de cada lugar cadastrado (sem considerar os maiores afazendados que estavam isentos de dízimos)
- o chamado Censo de Ensenada de 1756, para o que se seguiu um modelo confeccionado pela Real Junta (e do qual se acostuma citar o número estimativo de 9 400 000 habitantes para tudo o território peninsular espanhol)
- o Libro de lo enajenado (Livro do alheado), no que aparece cada propriedade ou lugar que alguma vez foi do rei e agora pertencia a particulares, aos que passara por mercê régia ou por venda. Este último, ao contrário dos dois anteriores, tinha caráter oficial.

Em 1759, a Real Junta de Única Contribución mandou realizar um Vecindario ("vizinhança") a partir dos dados do Cadastro. Este documento resultou fundamental, pois não se dispunha de informação nem atualizada nem fiável da população da Coroa. Os dois últimos recontos de população eram de 1591 (na época de Filipe II) e 1717, ano em que foi feito o chamado Vecindario de Campoflorido, muito imperfeito.